# Стјепан Митров Љубиша
Стјепан Митров Љубиша (Будва, 29. фебруар 1824 — Беч, 23. новембар 1878), био је српски писац и политичар из Паштровића. Чувен је по својим јединственим приповеткама, које се уопштено сврставају у ремек дела српске књижевности тог времена. Ове приче су и симбол српског препорода, како због своје патриотске поруке, тако и због тога што су биле темељна прекретница у реформи српског језика.
Био је председник Далматинског сабора од 1870. до 1877. Као дугогодишњи бокељски представник у Далматинском сабору и посланик у Царевинском већу у Бечу успевао је да спречава италијанизацију Далмације и да испослује многе уступке за бокељске Србе и за српскохрватски језик у Далмацији.
Циљ његове политичке активности био је побољшање економског положаја Боке. Такође се залагао за развијање свести и разумевања о широј националној заједници. Остао је запамћен и по истакнутој борби за националне интересе.

## Биографија

### Рани живот
Стјепан Митров Љубиша је рођен у Будви, последњег дана фебруара 1824. године. Отац му се звао Митар, а мајка Ката Брдарева. Родитељи су били родом из оближњих Паштровића, село Близикуће, одакле је Митар породицу преселио у Будву. Након очеве смрти, Стјепан је остао сироче са непуних четрнаест година, на врло сиромашном имању.
У Будви, као и у целом Приморју, у то доба није постојала основна школа на српском језику, па је Љубиша своје основно и једино школовање стекао у једној приватној малој школи на италијанском. Касније је своје знање употпунио самоучки те је постао први грађански интелектуалац међу Паштровићима, код којих се дотада само калуђери нису бавили физичким радом.
Детињство, као и највећи део свог живота провео је у Будви. У то време, Будва је била мала варошица, претежно насељена поморцима, рибарима, ситним трговцима и занатлијама. У њој су се, као и у осталим приморским градовима, издвајала два слоја грађанства, један према другом непријатељски настројени. Један слој је чинила градска аристократија, која је била у мањини, али богата и привилегована од стране Млетачке републике. Други слој су чинили зависни сиромашни грађани, рибари, занатлије и сл. који су чинили велику већину и чији је број стално растао доласком становника из околних села или даљих места из залеђа.

### Каријера
Године 1843. деветнаестогодишњи Љубиша је постао општински секретар у Будви и на том месту је остао читавих 18 година, све до 1861. У то доба, у целом Приморју владала је италијанска култура, па је италијански језик био обавезан у целој јавној управи: у судовима, у општинама и у свима надлештвима. Принуђен својим званичним послом да често пребира управне и судске законе, Љубиша их је у кратко време изучио тако исцрпно да су к њему долазили, као каквом адвокату, сељаци из читаве околине, којима је он састављао судска акта и бранио их пред судом. То његово самоучко правничко знање признала је касније и сама аустријска влада, кад га је решила дужности да полаже државно-правне испите и именовала га јавним бележником.
Године 1860. Љубиша је ступио као посланички кандидат за државни сабор у Бечу. Потом, 1861. године изабран је за члана далматинске депутације, која је водила преговоре при банској конференцији у Загребу. Од 1861. до 1876. године био је посланик на далматинском сабору и царском већу у Бечу. Године 1870. постао је председник далматинског сабора, у ком својству је остао до 1878. године када су га са места председника оборили лични противници, подупрти клерикалном фракцијом тадашње Народне странке, на чијем је челу био чувени поп-политичар Дон Мијо Павлиновић.

### Касни живот и смрт
Доба између 1870. и 1878. године Љубиша је провео у Задру, као председник Далматинског сабора. Као бококоторски представник у Далматинском сабору и члан већа у Бечу, Љубиша се трудио да придобије што више ситних практичних користи за свој завичај и побољша економски положај Боке. У исто време трудио се да код својих саплеменика и у читавом крају развије разумевање за једну ширу националну заједницу и помогне борбу против туђинштине.

#### Председник Далматинског сабора
Поново је јуна 1870. био изабран за посланика на Далматинском сабору, а сабор га је поново изабрао као посланика за Царевинско веће. Цар га је 1870. именовао за председника Далматинског сабора и на том месту је био до 30. јануара 1877. Док је Алфред Јозеф Потоцки био председник владе (1870—1871), Љубиша је успео да испослује да се Бока Которска и Дубровник одвоје од православне далматинске епархије и да се у Котору успостави православно владичанство.
Био је у групи од пет далматинских посланика, који су од Далматинског сабора добили императивни мандат да о свим важним политичким питањима морају пре тога да консултују сабор. Међутим када је једном приликом требало нешто да се хитно изгласа, а нису могли да консултују сабор Љубиша је као компензацију тражио и добио одређене уступке, а то је било:
- Спровођење равноправности српскохрватског језика са италијанским у управи, судовима и школи
- Озакоњење далматинских железница
- уређење Неретве и исушивање околних мочвара.

Љубиша је у то време испословао да се о државном трошку оснује велика српска гимназија у Котору. Поред тога противио се да се споје италијанска и српско-хрватска учитељска школа у Задру, јер је сматрао да би то било лоше за српско-хрватски језик. Далматински сабор је 1872 својој петорици посланика у Царевинском већу укинуо императивни мандат, па су слободно могли да гласају по својој вољи.

#### Сукоб са великохрватском политиком
Током 1873. на Царевинском већу су гласали за изборни закон по коме посланике Царевинског већа не бирају сабори, него их непосредно бира народ. Љубиша је испословао да Бока као посебна изборна јединица даје једног представника за царско веће. Иако би и без њихових гласова прошао тај нови изборни закон већина заступника Далматинског сабора протествовала је против одлуке својих представника. Након тога њих петорица основали су лист Земљак, у коме су се залагали за братство између Срба и Хрвата. Народна странка је након освајања већине 1870. почела да води клерикалну и ексклузивну хрватску политику, па се Љубиша због тога често сукобљавао са вођом Народне странке Миховилом Павлиновићем.
Хрвати су након Хрватско-угарске нагодбе почели да се другачије понашају према Србима. Успротивио се 26. јануара 1877. да се Далмација припоји Угарској и Хрватској без дозволе Далматинског сабора. Посебно је наглашавао да Дубровник и Бока Которска никада нису припадали ни Далмацији, а посебно не Хрватској. Одмах након тога говора Народна странака је 30. јануара 1877. одлучила да му одузме посланички мандат. Он им је тада поручио: „Ја знам да ви мене не трпите, јер сам Србин православне вјере”.

### Смрт
Смрт га је 23. новембра 1878. године затекла у Бечу, одакле је 1885. године пренесен у завичај.

### Лични живот

#### Националност
Када су га 1878. године у Далматинском сабору извиждали Хрвати, он је одговорио: „Знам зашто ме не подносите — јер сам Србин по националности и православној вери.”
...ја знам да ви мене не трпите, јер сам Србин православне вјере. Излазећ одавле, остављам у сабору младијех сила, који, ако их је Српкиња задојила знати ће бранити права своје народности и вјере... Тко је то овдје бољи Србин од мене? Мој се гроб знаде од Косова...
У писму око 400 бокељских главара (међу којима су били и Стјепан Митров Љубиша, као и начелник Прчањски Антон Сбутега) хрватско-славонском сабору у Загребу, од 1./13. јуна 1848., се наглашава да окружје бококоторско припада по положају, по историји, по језику, и по племену већег броја славено-српској народности.

## Књижевно дело
Љубиша је касно почео да пише. У почетку је читао искључиво италијанске писце, па је у почетку покушавао да их преведе или преради у народном стиху. Прерадио је неке делове од Дантеа и Лодовика Ариоста. Када је научио француски и енглески највише је волео Маколејеве есеје. Након тога обратио је пажњу на српску књижевност и то Вукове народне песме, народне приповетке Вука Врчевића и поезију владике Раде.
Први његов самостални рад била је приповетка Шћепан Мали (1868), у којој је препричао мотив из Његошевог спева. Од 1870. почео је самосталније да пише, па је објавио Продају патријара Бркића и Кањоша Мацедоновића, а након тога написао је и Скочидевојку, Поп Андровић нови Обилић, Крађа и прекрађа звона и Горде. Његове приче штампане су 1875. латиницом као Приповијести црногорске и приморске, а онда су 1876. штампане ћирилицом у Београду. У последњим годинама радио је највише на Причањима Вика Дојчевића. Намеравао је да напише стотину прича, али прерана смрт га је у томе спречила, па је написао само тридесет и седам прича, које је објављивао у Српској Зори. У својим приповеткама износио је традиционалне мотиве народних прича.
Иако је све своје приповетке, Љубиша је написао за последњих 10 година живота, од 1868. до 1878. године, мада се он књижевним радом, у мањој мери, бавио и раније. Још 1845. године објављена је његова етнографска белешка о Паштровићима, у којој исказује велико интересовање за народну традицију, а 1851. године написао је некролог Његошу. Преводио је одломке Дантеа и Ариоста, а 1866. испевао је у народном десетерцу „Бој на Вису”, о победи аустријске над италијанском флотом, коју је употребио за његов политички рад.
Међутим, оно по чему је Љубиша највише стекао глас као књижевник, су његове приповетке. Први самосталан рад на пољу српске приповетке био је „Шћепан Мали”, објављен у алманаху „Дубровник” за годину 1868. По избору предмета, који је у суштини узет из Његошевог „Лажног цара”, види се како је у том првом прозном огледу истицао великог ловћенског песника. Истовремено, ово дело представља његово окретање ка самосталном књижевном раду. Затим следе:
- „Продаја патријаре Бркића” и „Кањош Мацедоновић”, приповетке објављене у „Дубровнику”, 1870.
- „Скочидјевојка”, објављена 1873. у „Дубровнику”. Мада објављена тек 1873, касније се дознало од пишчевог сина, покојног Митра Љубише, да је ова приповетка много раније написана, те да је Љубиша, ту своју причу касније дотеривао. Исто тако и сама приповетка је, у својим главним цртама, сачињена према италијанској приповеци „Манцониеви Вереници”, са којом има доста сличности и једина је која није узета из народног предања, где је писац, мимо свог обичаја и ћуди, унео нешто романтичне радње. Због тога се сматра да је ова приповетка, по годинама настанка, заправо вршњакиња „Шћепана Малог”.
- „Поп Андровић, нови Обилић” и „Крађа и прекрађа звона”, приповетке објављене у календару Матице Далматинске 1874.
- „Горде”, штампана 1878. године у новосадском „Орлу”.

## Анализа дела
У приповеткама је захваћен веома дуг период историје црногорских племена од 15. до почетка 19. века. Након пропасти зетске државе, црногорска племена, брдска и приморска, нашла су се у процепу између Турског царства и Млетачке републике, Формално под влашћу обе и у сталној борби једне против друге. Против Турака је вођена хајдучка борба, која је временом постајала организована, а против Млетака је вођена притајена борба, против економског и војног искоришћавања. Племена су у таквој ситуацији остајала изолована, посебно она брдска, где је долазило до регенерације племенског живота. Увучена у саме себе, свако племе је почело да живи по својим посебним правилима, са економским прометом и разменом сведеним на најмање могуће мере. Приморска племена имала су нешто живљу размену, али смештена на крајњем периферном делу Млетачке републике, укљештени између мора и брдског залеђа, њихова економска размена са суседним тржиштима била је такође, врло малих размера.
Због све јаче циркулације новца, временом се увећавају економске разлике између сељаштва, а крута племенска стега попушта. Долази до распламсавања крвне освете, док се појединци отржу од племена и ради зараде одлазе у приморске градове. Врло често, они се тамо упуштају у авантуре, те се истичу у разним пољима делатности.
Љубиша је у својој домовини покушавао да помири ове разлике међу закрвављенијем племенима, селима и породицама.
„Ова проклета освета кужи јуначне и поносне наше земљаке”, говорио је.

Тако на пример, Тодор Стефановић Виловски, познати уредник бечке „Српске Зоре”, у једној својој расправи о српској приповеци, назвао је Љубишу Рембрантом међу српским приповедачима, са објашњењем да је овај српски писац, на почетку нехотице поводио за венецијанском школом, а да је касније „као српски мајстор”, исто као и холанђански претеча, у самоуштву пронашао своју реалистику, „знајући да се окористи и најмањим ефектом светлости или сутона”, боље него што би други то умели „читавом небеском дугом”. Љубиша је, према Тодору, захваљујући својој реалистици и поред свих уметничких „недостатака”, још за живота сматран једним од најбољих приповедача у нашем народу, истичући том приликом, приповетку, којој је главна одлика садржајна краткоћа, као далеко тежу књижевну форму од романа.
Као неоспорни књижевни мајстор, све што је виђао у народу, претварао је у књижевно дело и тако остављао свој уметнички печат. Са знањем народног језика и великом љубављу према њему, приказивао је живот народа, осликавао народне обичаје и настојао да покаже начин на који народ мисли, о разним појавама у свету и о животу. Ово се посебно примећује у приповеткама као што су „Кањош Мацедоновић”, „Скочидјевојка”, „Продаја патријаре Бркића”, Поп Андровић итд. Слике и типови тих новела оцртани су живо у свакој реченици, откривајући тако интересантну историјску прошлост завичаја, причајући догађаје онако како су текли и како би неки вешт говорџија, могао да прича на селу. Њиховим простим и у својој језгровитости, сликовит говор истиче лепоте осликавања и поређења, богатим народним говором. Ова вредност његових приповедака, цењена је за његовог живота, а лако се уочава и данас.
Јер, како је и сам Љубиша напомињао, он се пишући своје приповетке, руководио жељом да се очува „неколико знаменитих догађаја своје отаџбине” и да се узгред опише "начин живљења, разговори, па најзад и врлине и пороци његових земљака, " и да се то све преда наредним генерацијама, онако како је "чуо и упамтио од старијих људи, " јер се „свагдан те ствари преображују и гину, што је код шири дотицај са светом и поплавица туђинства.”

## Породица
Деца:
- син Љубомир (10. март 1845—4. март 1852)
- ћерка Драгиња (17. мај 1848—1861)
- син Веселин Георгије (20. април 1851—19. март 1852)
- син Димитрије Станислав (Митар) (23. јануар 1853—1900); петоро деце
- син Трифун Нико (1. фебруар 1856—28. јул 1857)
- ћерка Еуфемија (Јефимија) (19. јануар 1859. — ?)
- ћерка Љубезна Полексија (11. август 1861. — ?)

чукунунука Марина Перазић (29. мај 1958)